# Touwbekercultuur

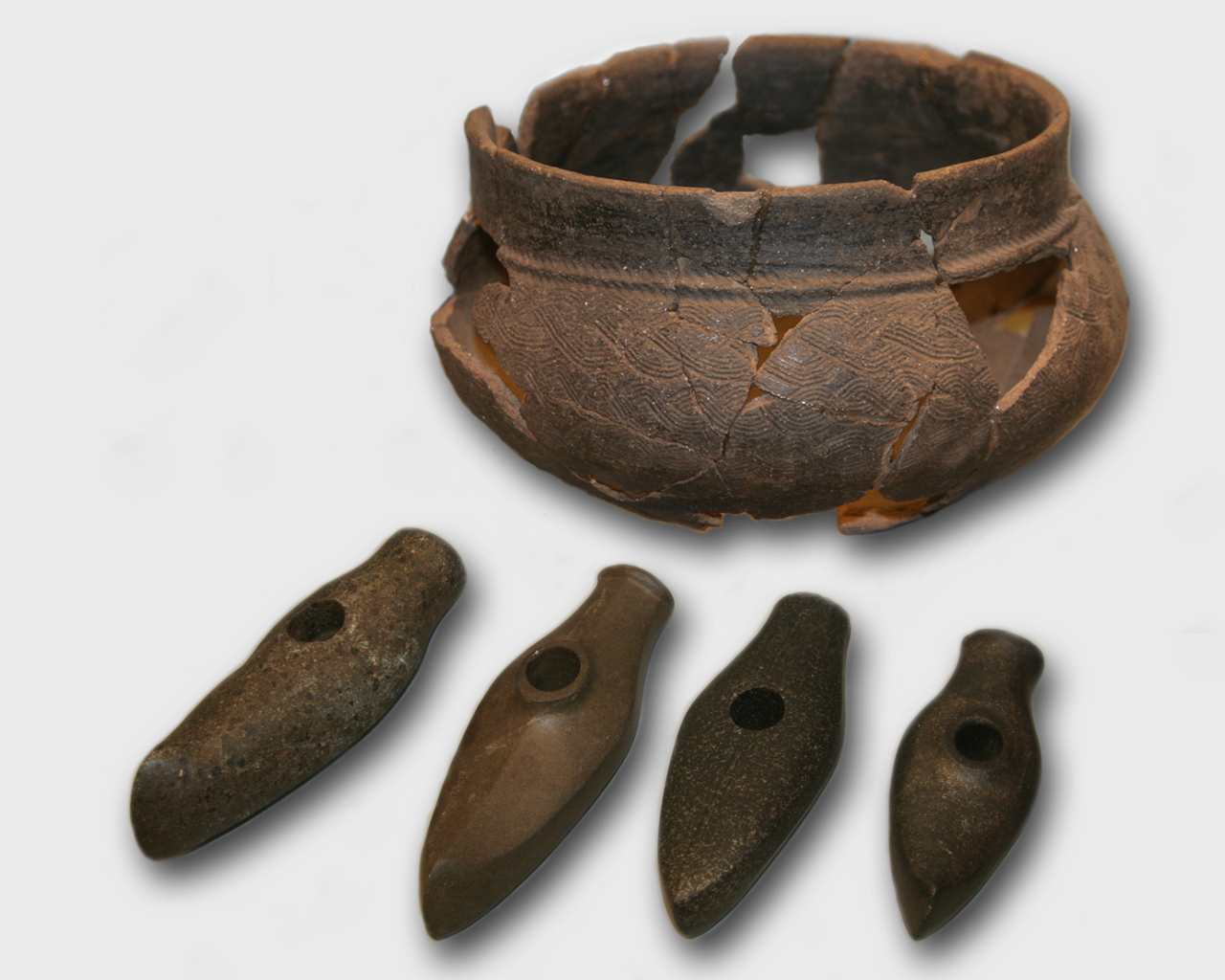
Touwbeker en bootvormige stenen bijlen uit Estland

De touwbekercultuur (ca. 2900–2450 v.Chr.), genoemd naar de touwbeker; een met touwindrukken of een visgraatrand versierde keramieken aardewerkvaas, is net als de trechterbekercultuur die zij opvolgde een verzamelnaam voor een aantal op elkaar lijkende kopertijdculturen, verspreid over grote delen van Europa. De touwbekercultuur wordt gezien als de cultuur die voor de verspreiding van de Indo-Europese talen in Europa en Azië heeft gezorgd.

## Lokale varianten
Vanwege de typische stenen strijdbijlen en hamers die als grafgift in de graven uit die periode zijn aangetroffen wordt plaatselijk ook de naam strijdbijlcultuur, strijdhamercultuur en steenhamervolk gebruikt. Deze stenen bijlen waren imitaties van koperen bijlen, soms is zelfs de typische naad die op koperen en bronzen bijlen wordt aangetroffen meegekopieerd. Het is niet waarschijnlijk dat ze ook gebruikt zijn; veel bijlen tonen geen sporen van gebruik.

### Enkelgrafcultuur
In Nederland, Denemarken en Noordwest-Duitsland vindt men de subgroep van de enkelgrafcultuur, zo genoemd omdat de doden in afzonderlijke graven begraven werden. De overledene werd geplaatst in een samengetrokken positie, mannen op de linker zij, vrouwen op hun rechter, beiden met het gezicht naar het zuiden. De lokale variant die in Nederland bestond wordt ook wel standvoetbekercultuur genoemd. 

### Bootbijlcultuur

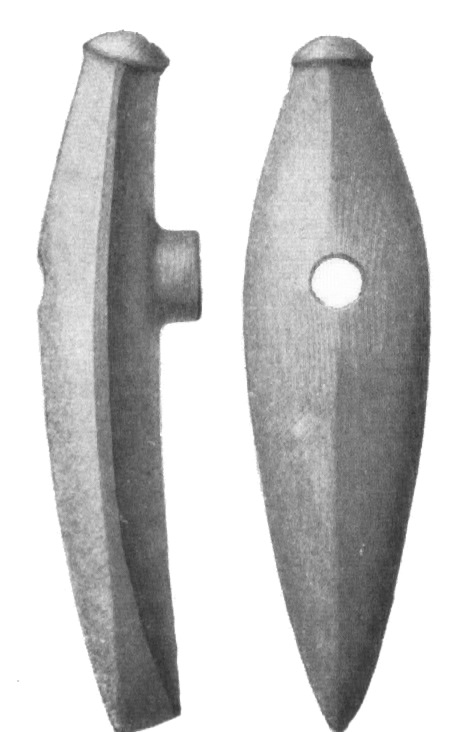
Bootvormige strijdbijl uit Närke

In Scandinavië, Finland en de Oost-Baltische kust spreekt men vanwege de specifieke vorm van de bijlen van de bootbijlcultuur (Duits: Bootaxtkultur).

### Hafkustencultuur
Aan de zuidoostelijke Oostzeekust bestond als plaatselijke variant de hafkustenkultuur.

## Ontstaan
De touwbekercultuur was deel van de Europese kopertijd, de overgang van het neolithicum naar de bronstijd. Ze wordt in verband gebracht met de verspreiding van de Indo-Europese taal en cultuur over Centraal-Europa. Hoewel het zelf nog geen brons produceerde had het contacten met bronsculturen in Zuid-Rusland als de Jamnacultuur en Majkopcultuur.
Oudere Nederlandse publicaties beschrijven gemengde begrafenissen en stellen een snelle overgang binnen twee generaties voor, die zich in Nederland ongeveer 2900 v.Chr. afspeelde. Dit werd waarschijnlijk veroorzaakt door economische, culturele en religieuze veranderingen in Oost-Duitsland (de Baalbergecultuur), en men beschouwde het beeld van indringende Indo-Europese steppevolken, althans in dit deel van de wereld, als slechts ten dele correct.
Volgens de koerganhypothese wordt het ontstaan van de touwbekercultuur verklaard uit het binnendringen van de Indo-Europese kogelamforacultuur in de pre-Indo-Europese trechterbekercultuur. Deze theorie wordt bevestigd door genetisch onderzoek van Haak et al. (2015), die stellen dat er een significante migratie plaatsvond van de Pontische Steppe naar Centraal Europa rond 2400 v.Chr. Ook de Oud-Europese hydronymie zou hierop terug te voeren zijn. Er is aangetoond dat individuen van de touwbekercultuur genetisch verschilden van de voorgaande Europese neolithische culturen van Noord-Centraal en Noordoost-Europa, waarbij ongeveer 75% van hun afkomst afkomst was van een Westelijke Steppeherders genoemde Jamna-achtige populatie.
De vroegste exemplaren van het touwbekervolk leken genetisch gezien op Jamna. Vermenging met lokale neolithische populaties resulteerde in latere individuen die genetisch gezien een tussenvorm vormden tussen de Jamna en individuen van de kogelamphoracultuur. Uit een onderzoek uit 2021 bleek dat de vroege touwbekermensen uit Bohemen konden worden gemodelleerd als een drievoudige mix van Jamna-achtige en Europese neolithische populaties, met een bijkomende bijdrage van ca. 5% tot 15% van een noordoostelijke Europese kopertijd bos-steppegroep (zoals Pitted Ware, Lets Midden-Neolithicum, Oekraïens Neolithicum of een genetisch vergelijkbare populatie), een cluster die de auteurs "Bos-Steppe"-afkomst noemen.
De touwbekercultuur zou de voorvader van de latere Keltische, Germaanse, Baltische en Slavische culturen kunnen zijn.

## Expansie naar het oosten

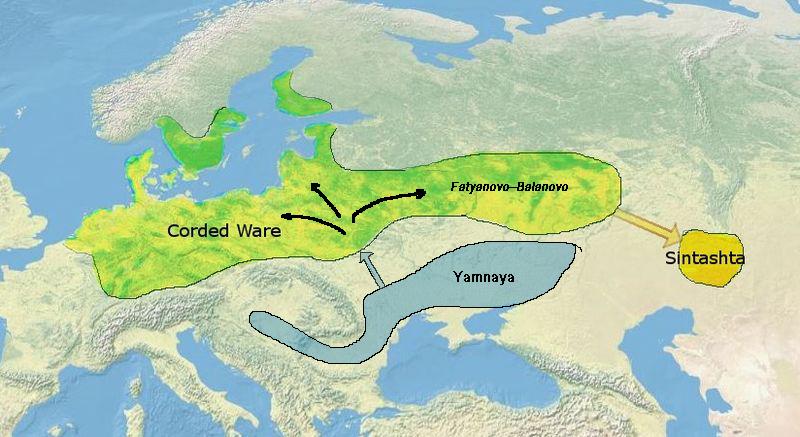
het oostelijke deel van de touwbekercultuur droeg bij aan de Sintasjtacultuur (ca. 2100–1800 v.Chr.), waar de Indo-Iraanse talen en cultuur ontstonden

De invloed van de cultuur strekte zich uit naar het oosten, waar het invloed had op de vorming van de Fatjanovo-Balanovocultuur en de Sintasjtacultuur.